# استیو مورس

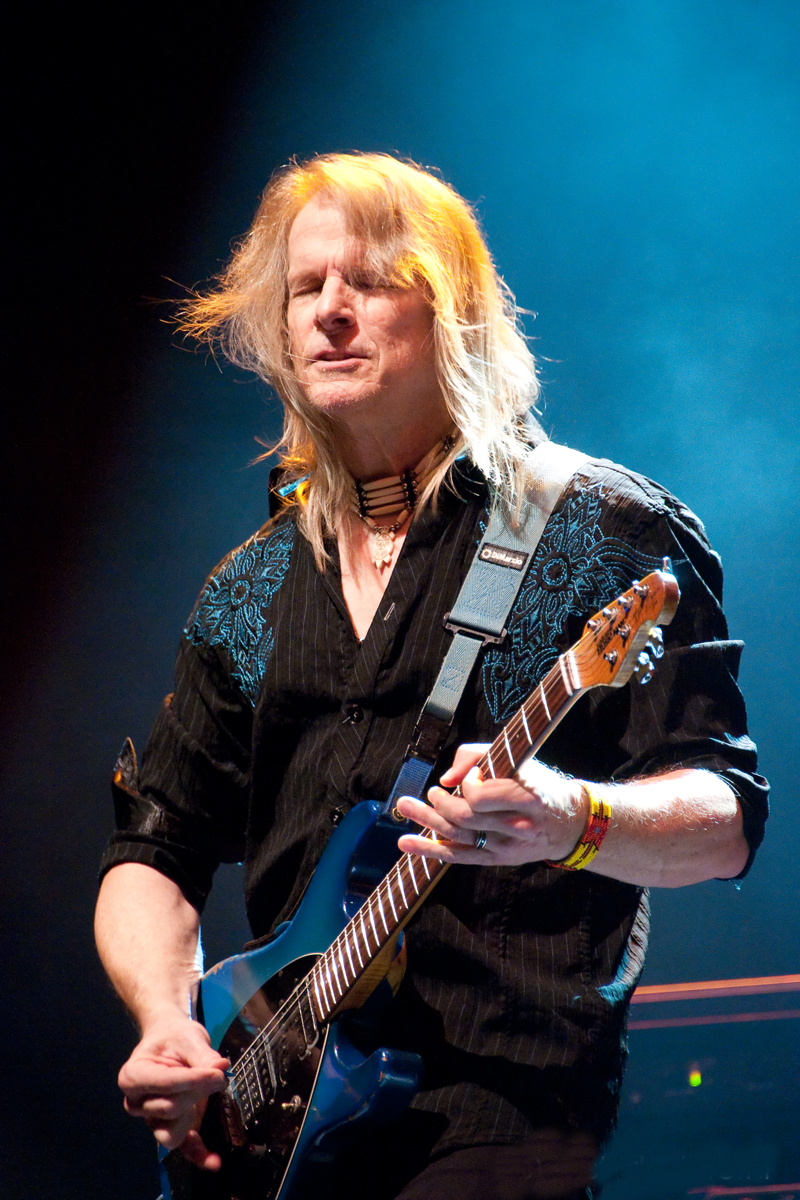
استیو مورس به همراه ابرگروهِ فلایینگ کالرز در ۲۰۱۲

استیون جی. "استیو" مورس (به انگلیسی: Steve J. Morse) (زادهٔ ۲۸ ژوئیه ۱۹۵۴) یک گیتارنواز و آهنگساز، امریکایی است.
او به عنوان یکی از اعضای تشکیل دهندهٔ گروه دیکسی درگز و گیتارنوازِ دیپ پرپل بعد از ۱۹۹۴ شناخته می‌شود. وی در سبک‌های فانک،جاز،کانتری، و کلاسیک و ترکیبی از اینها فعالیت می‌کند. وی سابقهٔ فعالیت در گروه پراگرسیو راکِ کانزاس را نیز در دههٔ ۸۰ میلادی دارد و به صورت انفرادی نیز آلبوم‌هایی را منتشر کرده است.